# Zone euro-méditerranéenne de libre-échange
Pour les articles homonymes, voir Euromed.
La zone euro-méditerranéenne de libre-échange (EuroMed) est un projet à multiples facettes, visant à l'établissement d'une zone de libre-échange. EuroMed figure parmi les principaux objectifs de la coopération établie entre l'Union européenne et le reste des pays du pourtour méditerranéen : Maghreb (Maroc, Algérie, Tunisie), et Mashreq (Égypte, Jordanie, Liban, Syrie, Israël). Ses formes ont varié dans le temps au point que des critiques sont formulées à l'encontre de la multiplication des cadres qui caractérise cette coopération régionale.

## Les cadres
Réseau d'accords bilatéraux entre l'Union européenne et les pays du Sud et de l'Est de la Méditerranée (sauf la Libye).
- Réseau d'accords bilatéraux entre l'Espace économique européen (EEE) (zone européenne de libre échange, les pays européens non membres de l'UE) et les pays du Sud et de l'Est de la Méditerranée ;
- Accords bilatéraux de libre échange entre les pays du Sud et de l'Est de la Méditerranée (hors UE) ;
- Processus de Barcelone (signé en novembre 1995 )[1]. Son objectif est de créer une « zone de paix et de prospérité partagée » et l'instauration d'une zone multilatérale de libre échange ;
- L'Union pour la Méditerranée, regroupant les pays membres de l'UE et 15 pays du Sud et de l'Est de la Méditerranée ;
- Dialogue 5+5 regroupant les pays de la Méditerranée occidentale, européens et de la rive sud ;
- Accord d'Agadir ;
- Projet de zone de libre-échange entre les pays de l'UMA (Maghreb) ;
- Forum méditerranéen regroupant onze pays de la Méditerranée.

## Historique et commentaire
La coopération repose effectivement sur un réseau d'accords « bilatéraux », entre l'UE et chacun des pays du Sud et de l’Est de la Méditerranée (PSEM), entre des États membres de l’UE riverains et chacun des PSEM, entre ceux-ci, soit bilatéralement ou dans des projets d’intégration sous-régionale, maghrébine par exemple. Ce partenariat multiforme a été renforcé par diverses mesures de rapprochement « multilatéral » (comme dans le domaine des normes, cadre législatif et règlementaire) en divers domaines techniques, notamment celui des règles d'origine qui régissent les mouvements de marchandise. L'ambition à terme, selon les projets de l'UE, est d'intégrer l'ensemble des pays de la région dans le « marché unique » européen. C'est-à-dire que tout produit d'un pays méditerranéen circulera sans restrictions ni entraves dans cet « espace EuroMed ». Au départ, fin des années 1960, les relations entre l'Europe ont été entreprises sur la base d'un article du Traité de Rome instituant la Communauté économique européenne (CEE) qui prévoit un cadre de coopération spécifique avec cette zone de proximité. La Libye est éligible à cette coopération mais n’a jamais manifesté de réelle envie de se joindre à ses voisins dans leur relation avec l’Europe.
De premiers « accords d'association » avaient été signés avec la Turquie, Israël, Chypre, la Tunisie et le Maroc. L'Algérie, encore sous domination française, n’était pas concernée. Les pays du Mashreq (Égypte, Jordanie, Liban et Syrie) n'étaient pas non plus englobés. Le contexte, fortement marqué alors par le conflit du Moyen-Orient et l'Europe était, à l’époque, totalement aligné sur les positions israéliennes et de ce fait ne reconnaissait pas les droits des Palestiniens et ressentait comme agressives les positions des pays arabes de la sous-région moyen-orientale. Il a fallu attendre la crise du pétrole pour que l’Europe communautaire ressente le besoin de nouer avec eux un dialogue.
La Grèce, l'Espagne et le Portugal était sous une forme plus spécifique liés aux relations avec la Méditerranée, en particulier dans le domaine commercial et, surtout, dans tout ce qui servait à régir le commerce agricole (quotas, contingents, calendriers, etc.). Ces relations ont évolué vers une forme de « coopération globale » (pas seulement commerciale). Cette approche a conduit à la signature de nouveaux accords entre 1976 (Maghreb) et 1977 (avec les pays du Mashraq, pour la première fois concernés). La conception de ces relations a constamment évolué au gré des exigences politiques et en fonction du besoin de prouver que l'intérêt de maintenir des liens étroits entre les rives Nord et Sud demeure. L'aggravation des tensions au Moyen-Orient, le souci de maintenir un niveau d'approvisionnement pétrolier suffisant, et l'accroissement des malentendus culturels et politiques (résumés par le terme politiquement douteux de « conflit des civilisations », ont, à maintes reprises amené l'UE à redéfinir sa conception des relations euroméditerranéennes et à proposer de nouvelles approches. Le tableau est illustré par l'affirmation due au journaliste spécialisé dans les relations euro-méditerranéennes et euro-arabes, Fathi B'CHIR, que « la véritable stratégie européenne vis-à-vis de la Méditerranée est le changement fréquent de stratégies ».
Les rapports entre les deux rives ont franchi une nouvelle étape en novembre 1995. Les ministres des affaires étrangères des pays de l'UE et de la Méditerranée, réunis à Barcelone, avaient adopté la « déclaration de Barcelone » qui relaie les espoirs nés à Oslo où ont été signés les premiers accords de paix israélo-palestiniens. Douze ans après, le bilan de ce processus de Barcelone demeure mitigé. La Commission européenne tend à lui substituer progressivement une « politique de voisinage » qui amorce un retour à l'approche « bilatérale », même si Bruxelles s'en défend.
Mais la coopération euroméditerranéenne ne se limite pas à ce cadre. Les « 5+ », les pays de la Méditerranée occidentale (cinq européens –Portugal, Espagne, France, Italie et Malte– d'un côté, et les cinq pays de l'UMA –Algérie, Libye, Maroc, Mauritanie et Tunisie– de l'autre) ont une coopération particulière plus axée sur les questions de sécurité. Un forum méditerranéen existe par ailleurs regroupant onze pays (Portugal, Espagne, France, Italie et Malte, Grèce, Algérie, Maroc, Chypre, Égypte et Tunisie), plus axé également sur les questions de sécurité et d'immigration. D'un autre côté, l'EEE (espace économique européen, les pays européens non membres de l'UE) a signé des accords de libre échange avec plusieurs pays de la rive Sud. Une coopération « Sud-Sud » tend également à se développer, au plan bilatéral d'abord, surtout entre la Turquie et les pays arabes riverains, et sous forme de regroupements. Deux projets concurrents existent, celui composé des pays cinq pays de l'UMA et celui appelé « Accord d'Agadir ».

## Zone de cumul de l'origine

Carte régionale paneuro-méditerranéenne

Un des éléments les plus prohéminents de cette zone est la zone pan-euro-méditerranéenne sur le cumul d'origine et les preuves d’origine entre les pays membres de cette zone. Ces pays sont les membres de l'Union européenne (UE), la Turquie, les membres de l'Association européenne de libre échange (AELE), les Îles Féroé, les pays signataires du processus de Barcelone, les pays des Balkans occidentaux et la Moldavie. Ce système de cumul paneuropéen a été créé en 1997 tout d'abord entre l'Union européenne et l'AELE, ainsi qu'avec les futures membres de l'Union européenne de l'Europe centrale et orientale. Il a ensuite été élargie à la Turquie en 1999, pour ensuite intégrer les membres du Partenariat Euromed en 2005, puis les  pays des Balkans occidentaux et en 2015 la Moldavie.